# Джерело № 8 (Рахів)
Джерело № 8 — гідрологічна пам'ятка природи місцевого значення. Об'єкт розташований на території Рахівського району Закарпатської області в місті Рахів на вул. Гагаріна.
Площа — 0,5 га, статус отриманий у 1984 році.